# Варава
Вижте пояснителната страница за други значения на Варава.
Варава (арамейски בר-אבא, Bar-abbâ, „син на баща“) е персонаж от Новия завет, споменат във връзка със Страстите Христови.
Според Новия завет той е убиец и насилник, заловен по същото време като Иисус Христос. Според традицията по повод празника Пасха един осъден трябва да бъде помилван и римският прокуратор Пилат Понтийски предлага на събралата се тълпа да избира между Иисус и Варава, като хората, подтиквани от „първосвещениците“ се застъпват за Варава.